# Akiko Santō

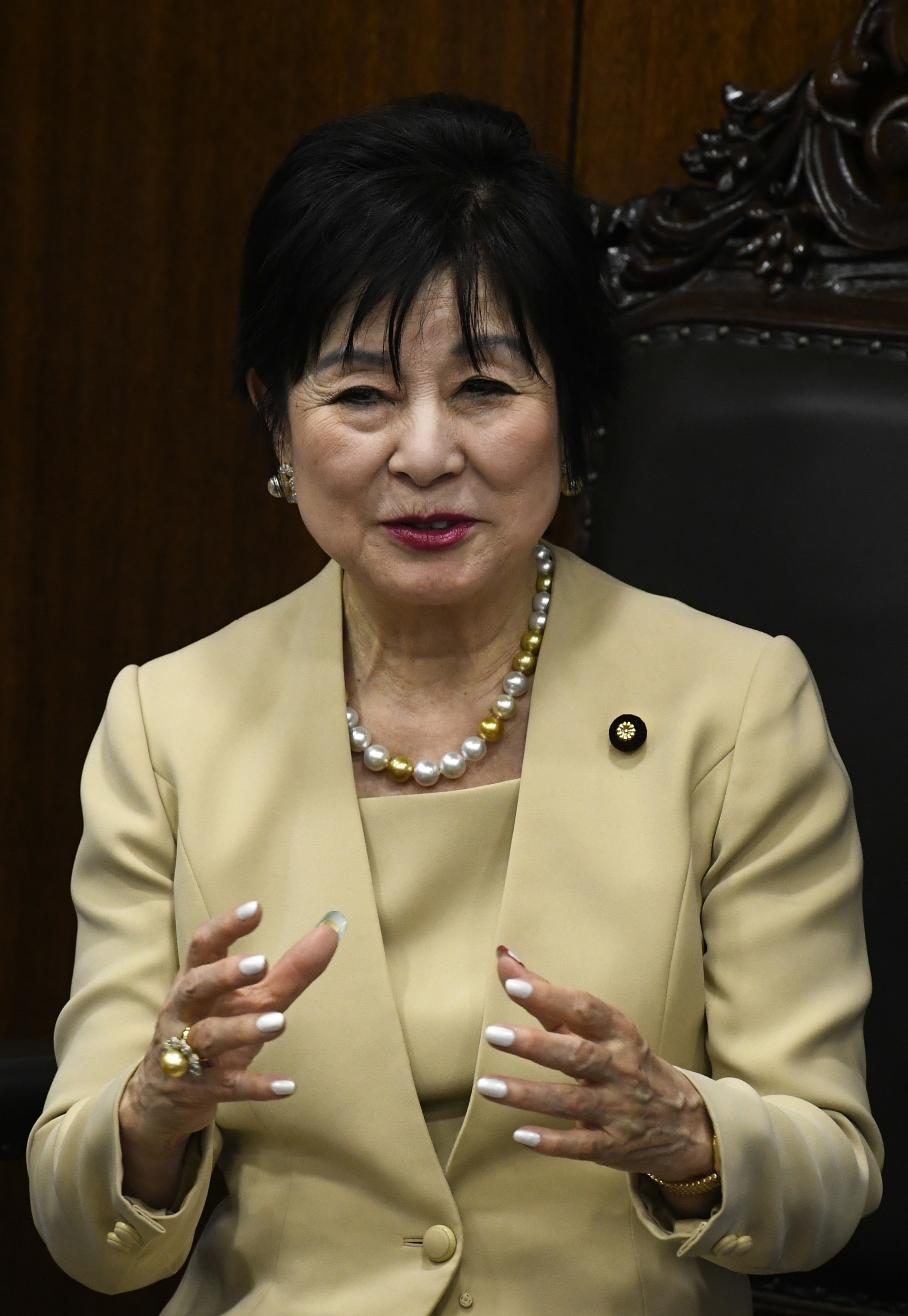
Akiko Santō

Akiko Santō (jap. 山東 昭子, Santō Akiko; * 11. Mai 1942 in Setagaya, Präfektur Tokio) ist eine japanische Politikerin der Liberaldemokratischen Partei und seit 1. August 2019 Präsidentin des Sangiin, dem Oberhaus des nationalen Parlaments. In der LDP führte sie von 2015 bis 2017 das Banchō Seisaku Kenkyūjo – sie war die erste Frau an der Spitze einer LDP-Faktion –, und in achter Amtszeit Abgeordnete im Sangiin. Von 2007 bis 2010 war sie Vizepräsidentin des Oberhauses, von 1990 bis 1991 Wissenschaftsministerin im zweiten Kabinett Kaifu.
Nach ihrem Abschluss der Bunka Gakuin, einer Kunstfachschule in Tokio, und einer Karriere in Radio, Film und Fernsehen, kandidierte sie 1974 im damaligen landesweiten Wahlkreis für die LDP. Mit über 120.000 Stimmen erreichte sie Platz 5 und war mit 32 Jahren als damals jüngste Abgeordnete erstmals gewählt. 1978 wurde sie parlamentarische Staatssekretärin in der Umweltbehörde während der Kabinette von Masayoshi Ōhira. Im Oberhaus war sie in den 1980er Jahren Vorsitzende des Auswärtigen sowie des Umweltausschusses. Seit ihrer dritten Wahl 1986 kandidiert Santō über die Verhältniswahl, die den landesweiten Wahlkreis ersetzte. 1990 wurde Santō erst als sechste Frau Ministerin in einem japanischen Kabinett, als sie Premierminister Toshiki Kaifu bei einer Kabinettsumbildung zur Leiterin der Behörde für Wissenschaft und Technologie berief.
1992 wurde sie abgewählt, kehrte aber 1995 als Nachrücker für den verstorbenen Tetsuo Tanabe ins Parlament zurück. 1996 trat sie zurück und versuchte bei der Wahl im Oktober im neu geschaffenen Einzelwahlkreis Kanagawa 6 einen Wechsel ins Unterhaus, unterlag jedoch dem Demokraten Motohisa Ikeda und dem NFP-Kandidaten Ryūshi Tsuchida.
Bei der Wahl 2001 kandidierte sie wieder für das Oberhaus. Sie erhielt 147.568 der neu eingeführten Vorzugsstimmen und erzielte damit Platz 17 auf der LDP-Liste, der angesichts des LDP-Wahlerfolges (20 Verhältniswahlmandate) für eine erneute Wahl ausreichte. Als 2007 die LDP den Status als stärkste Partei und die Regierungskoalition ihre Mehrheit (Nejire Kokkai) verlor, wurde Santō für drei Jahre Vizepräsidentin des Oberhauses – als erste Frau auf dem Posten. Zuletzt wurde Santō als Abgeordnete bei der Wahl 2019 mit 133.645 Stimmen (LDP-Listenplatz 18) zum achten Mal gewählt – öfter als jeder andere Oberhausabgeordnete.
Am 1. August 2019 wurde sie einstimmig zur Präsidentin des Sangiin gewählt und ist nach Chikage Ōgi die zweite Frau in diesem Amt.